# В'язкість рідини молекулярна
В’язкість рідини молекулярна або фізична (рос. вязкость жидкости молекулярная или физическая; англ. liquid molecular or physical viscosity; нім. molekuläre oder physische Flüssigkeitsviskosität f) – властивість рідини, яка виявляється в тому, що при русі між суміжними шарами (або частинками) рідини виникають певні сили тертя, які діють вздовж поверхні ковзання. В’язкість рідини залежить від виду рідини, а також від її температури й градієнта швидкості; вона характеризується коефіцієнтами в’язкості (див. В'язкість).